# Labichthys carinatus
Labichthys carinatus is een straalvinnige vissensoort uit de familie van langbekalen (Nemichthyidae). De wetenschappelijke naam van de soort is voor het eerst geldig gepubliceerd in 1883 door Gill & Ryder.